# Norma Cappagli
Norma Gladys Cappagli (Buenos Aires, 20 de setembro de 1939 — 22 de dezembro de 2020) foi uma modelo argentina que venceu o concurso Miss Mundo 1960. Ela foi a primeira de seu país a levar esta coroa.

## Miss Mundo
No dia 8 de novembro de 1960, aos 21 anos de idade, Norma venceu o Miss Mundo, realizado no Lyceum Theatre em Londres, ao derrotar outras 38 concorrentes.
Depois de vencer, segundo o site especializado Chilean Charm, ela teria dito que "estou muito surpresa e também muito feliz". O site também escreve que ela recebeu, como prêmio, 1 400 dólares, um carro esportivo e cerca de 28 000 dólares em contratos publicitários. 

## Vida após o Miss Mundo
Norma, que pretendia ser atriz e recebeu diversas ofertas nesta área, por fim preferiu seguir a carreira de modelo na Europa, tendo depois se casado na Itália. Anos depois, ela se divorciou e voltou para Buenos Aires.

## Morte
Em dezembro de 2020, a imprensa anunciou que ela havia sido atropelada no dia 17 por um ônibus em Recoleta, um bairro de Buenos Aires onde morava. Ela tinha 81 anos e teve que ser internada na UTI do Hospital Fernández por ter ficado em estado grave. 
Morreu dias depois, em 22 de dezembro de 2020. Anos antes, Norma já havia sido dada como morta por ter sido confundida pela imprensa do país com uma mulher de nome igual.